# Nesholmen
Nesholmen (sinngemäß aus dem Norwegischen übersetzt Landspitzeninsel) ist eine kleine Insel vor der Prinz-Harald-Küste des ostantarktischen Königin-Maud-Lands. Sie liegt 0,8 km vor der Djupvikneset im südlichen Teil der Lützow-Holm-Bucht.
Norwegische Kartographen, die auch die Benennung in Anlehnung an die Benennung der Djupvikneset vornahmen, kartierten die Insel anhand von Luftaufnahmen der Lars-Christensen-Expedition 1936/37.